# 야니스 바루파키스

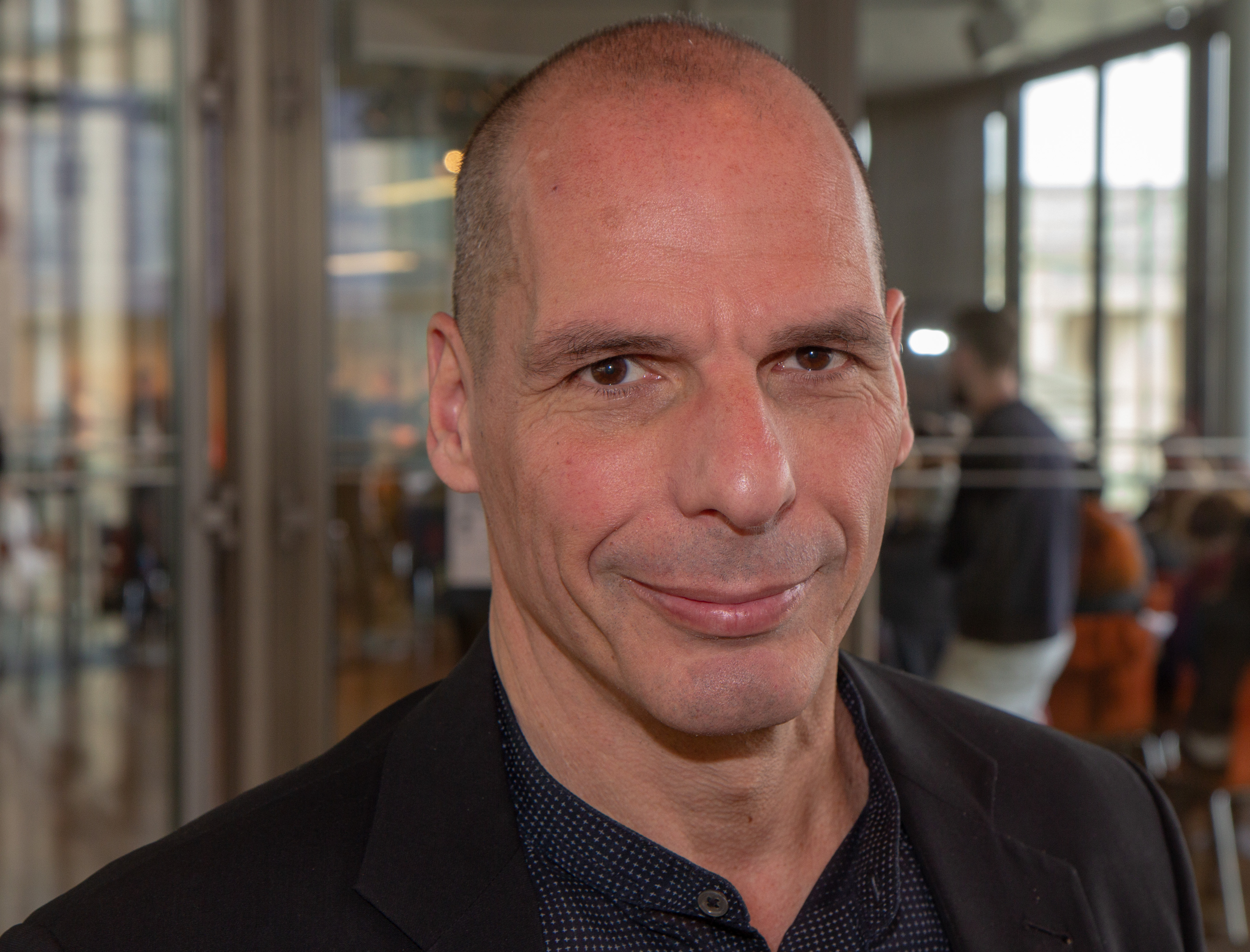
야니스 바루파키스

야니스 바루파키스(그리스어: Γιάνης Βαρουφάκης, 1961년 3월 24일 ~ )는 그리스의 전 경제학자이자 정치인이다.
1961년, 그리스 아테네에서 태어났다. 알렉시스 치프라스 총리의 시리자 내각에서 2015년 1월 25일부터 2015년 9월 20일까지 그리스 의회 의원을 역임했다. 2015년 1월 27일부터 2015년 7월 6일까지 그리스 재무장관을 역임했다.
정치인으로써 야니스 바루파키스는 파속의 전 당수인 안드레아스 파판드레우에게 영향을 받은 것으로 알려져 있다. 2015년 그리스 구제금융 국민투표에서 입장 표명 대신 신민주주의당 당수와 협상을 시도하였으나 실패하고 재무장관직에서 사퇴하였다.
2016년 2월 9일 시리자를 탈퇴하였으며, 자신을 지지하는 시리자 당원들을 끌어모아 친유럽주의 정당인 유럽현실불복종전선을 창당했다.